# Villar de Torre
Villar de Torre és un municipi de la Rioja, a la regió de la Rioja Alta.

## Història
La primera citació documental pertany a l'any 1012, sent aquesta una donació per la qual García Fortúnez i la seva esposa Tota cedien el monestir de Santa María de Villar de Torre al monestir de San Millán de la Cogolla. Després de la desaparició dels senyorius, en 1811, es va convertir en vila de la província de Burgos, fins a la creació de la província de Logronyo el 30 de novembre de 1833.